# Rhaptopetalum coriaceum
Espèce
Rhaptopetalum coriaceum est une espèce de plantes à fleurs de la famille des Lecythidaceae, observée en Afrique centrale, au sud-est du Nigeria, au Cameroun, sur l'île de Bioko (Guinée équatoriale) et au Gabon.

## Description
C'est un arbre.